# Déli szitakötő
A déli szitakötő (Crocothemis erythraea) a laposhasú acsafélék családjába tartozó, Afrikában, Délnyugat- és Dél-Ázsiában, valamint Dél- és Közép-Európában elterjedt szitakötőfaj.

## Megjelenése
A déli szitakötő testhossza 40–45 mm, szárnyfesztávolsága 65–70 mm között van. Hímje jellegzetes külsejű, szinte összetéveszthetetlen, egész teste, beleértve a szemeit, fejét és lábait, élénkvörös színű. A szín intenzitása függhet a környezet hőmérsékletétől, a Közép-Európában fejlődött példányok néha inkább vörösbarnák. Potroha viszonylag széles, lapított. Szárnyai első erei is vörösesek, minden szárnya tövében széles sárga-vörösbarna folt látható. Szárnyjegye halvány- vagy narancssárga.
A nőstény sokkal kevésbé feltűnő, halvány sárgásbarna. Szemei felül halványbarnák, alul palakékek. Szárnyai tövében kevésbé feltűnő sárga folt található. Tora felső elülső része halványsárgás, amit oldalt két sötétebb sáv keretez.
A hímet egyes Sympetrum-fajok, mint az alföldi szitakötő vagy az atkás szitakötő hímjével lehet összetéveszeni, de testalkata szélesebb, színe élénkebb vörös és egész teste egyszínű.   

## Elterjedése
Észak-Afrikában gyakori, de kisebb-nagyobb populációi egész Afrikában megtalálhatóak. Előfordul a Közel-Keleten és Délnyugat-Ázsiában. Az Indiai-félszigeten a Himalája környékén található meg: Észak-Indiában, Nepálban és Nyugat-Bengálban. Gyakori faj a mediterrán térségben, de lárvái Közép-Európában is áttelelnek. Az utóbbi években az éghajlat melegedésével észak felé terjed, kóborló példányait Hollandiában is viszonylag nagy számban megfigyelték. Magyarországon főleg a síkvidékeken lehet találkozni vele. 

## Életmódja
Lárvája a sekélyebb, gyorsan átmelegedő, növényzettel szegélyezett kisebb-nagyobb tavakban, holtágakban, bányagödrökben él. Melegebb éghajlaton (már Dél-Európában is) évente két generációja is kifejlődik és ott szinte bármilyen állóvízben (vizesárkokban, rizsföldön) megél. Június és szeptember között repül. A párzás a levegőben történik és néhány másodperc alatt lezajlik. A nőstény ezután potroha végét a vízbe mártva rakja le petéit.
Magyarországon nem védett. 

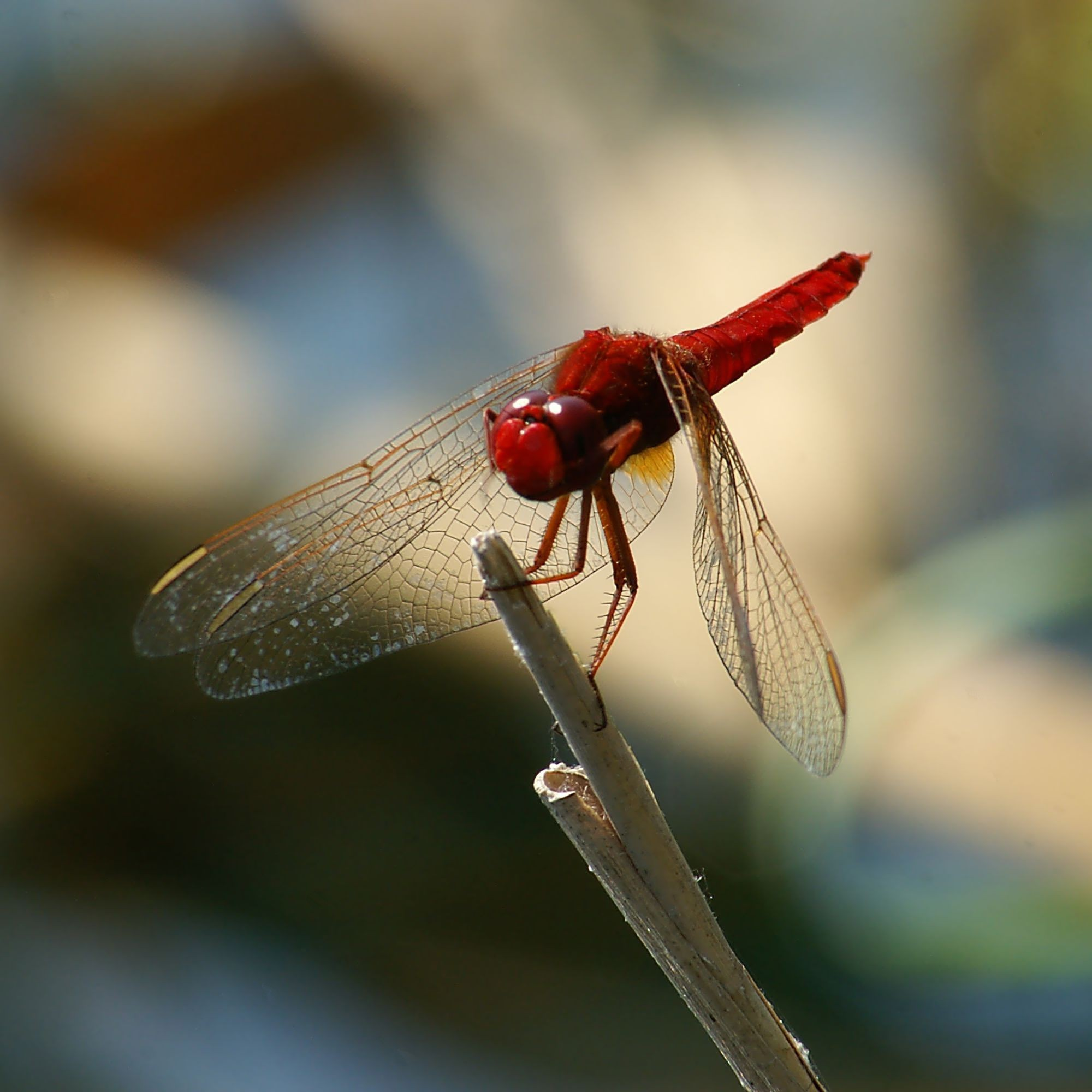
Hím déli szitakötő
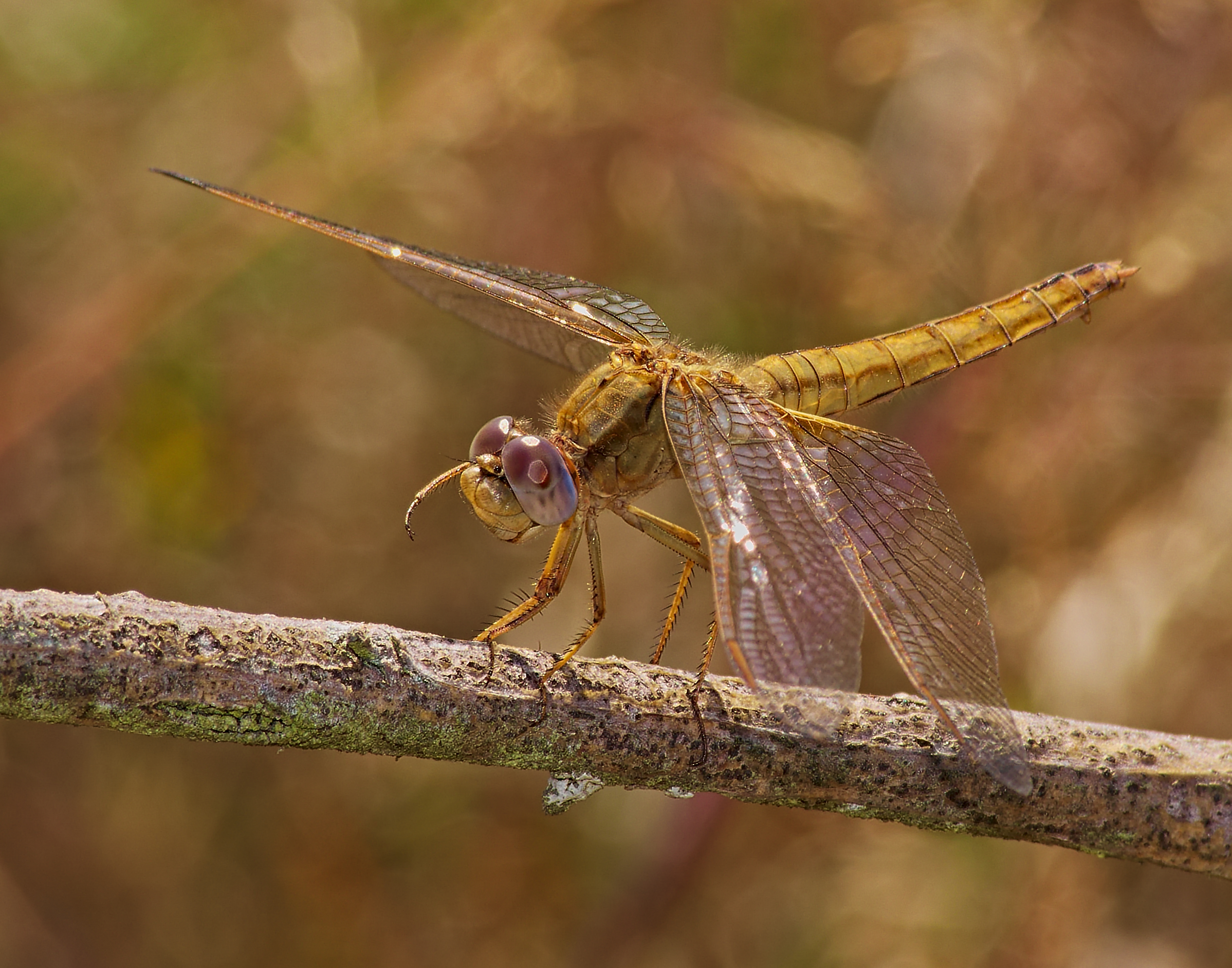
Nőstény példány
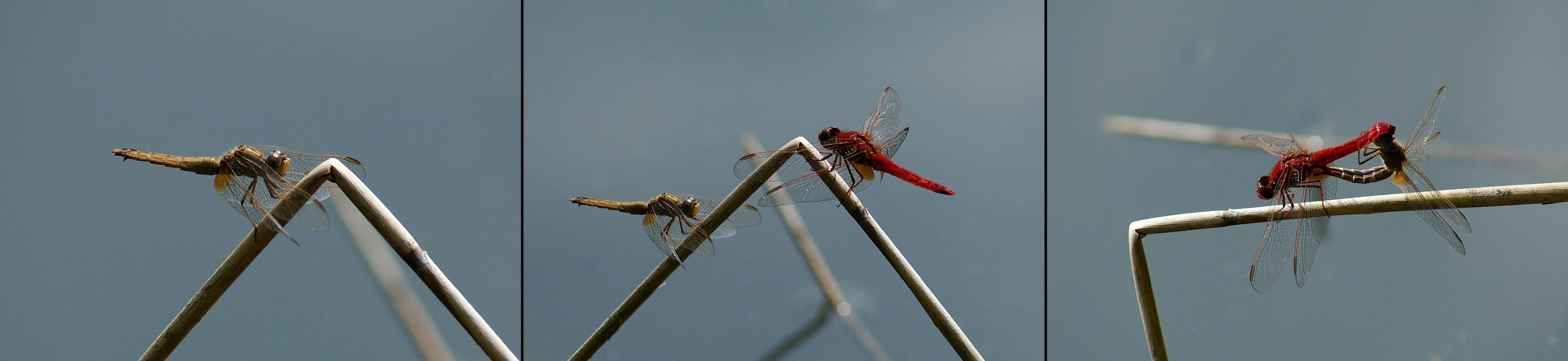
Párzás